# Cerovec, Dolenjske Toplice
Cerovec este o localitate din comuna Dolenjske Toplice, Slovenia, cu o populație de 19 locuitori.